# Barcelonne-du-Gers
Die Gemeinde Barcelonne-du-Gers liegt in der französischen Region Okzitanien (zuvor Midi-Pyrénées) im Département Gers. Die 1378 Einwohner (Stand 1. Januar 2022) zählende Gemeinde liegt in Arrondissement Mirande und im Gemeindeverband Aire-sur-l’Adour.

## Geografie
Barcelonne-du-Gers liegt im Südwesten Frankreichs, im Herzen der Gascogne am Rande des Armagnac, in der Flussebene des Adour, an der Einmündung seines linken Nebenflusses Lées. Sie ist die Nachbargemeinde der Kleinstadt Aire-sur-l’Adour. Die nächste größere Stadt ist Mont-de-Marsan, die man in nordwestlicher Richtung über die D30 nach circa 35 Straßenkilometern erreicht. Die nächsten französischen Großstädte sind Toulouse (135 km) im Osten und Bordeaux (129 km) im Norden.

## Geschichte
Barcelonne-du-Gers wurde als Bastide im Jahr 1316 von Philipp V. gegründet.
Der Malteserorden betrieb dort ein Hospiz. Die Bastide erhielt den Namen Barcelonne im Jahre 1346. Während der Religionskriege wurde das Dorf 1569 und 1591 vollständig zerstört.

## Bevölkerungsentwicklung
| Jahr                       | 1962 | 1968 | 1975 | 1982 | 1990 | 1999 | 2008 | 2018 |
| Einwohner                  | 1191 | 1190 | 1134 | 1183 | 1312 | 1303 | 1324 | 1375 |
| Quellen: Cassini und INSEE |      |      |      |      |      |      |      |      |

## Sehenswürdigkeiten

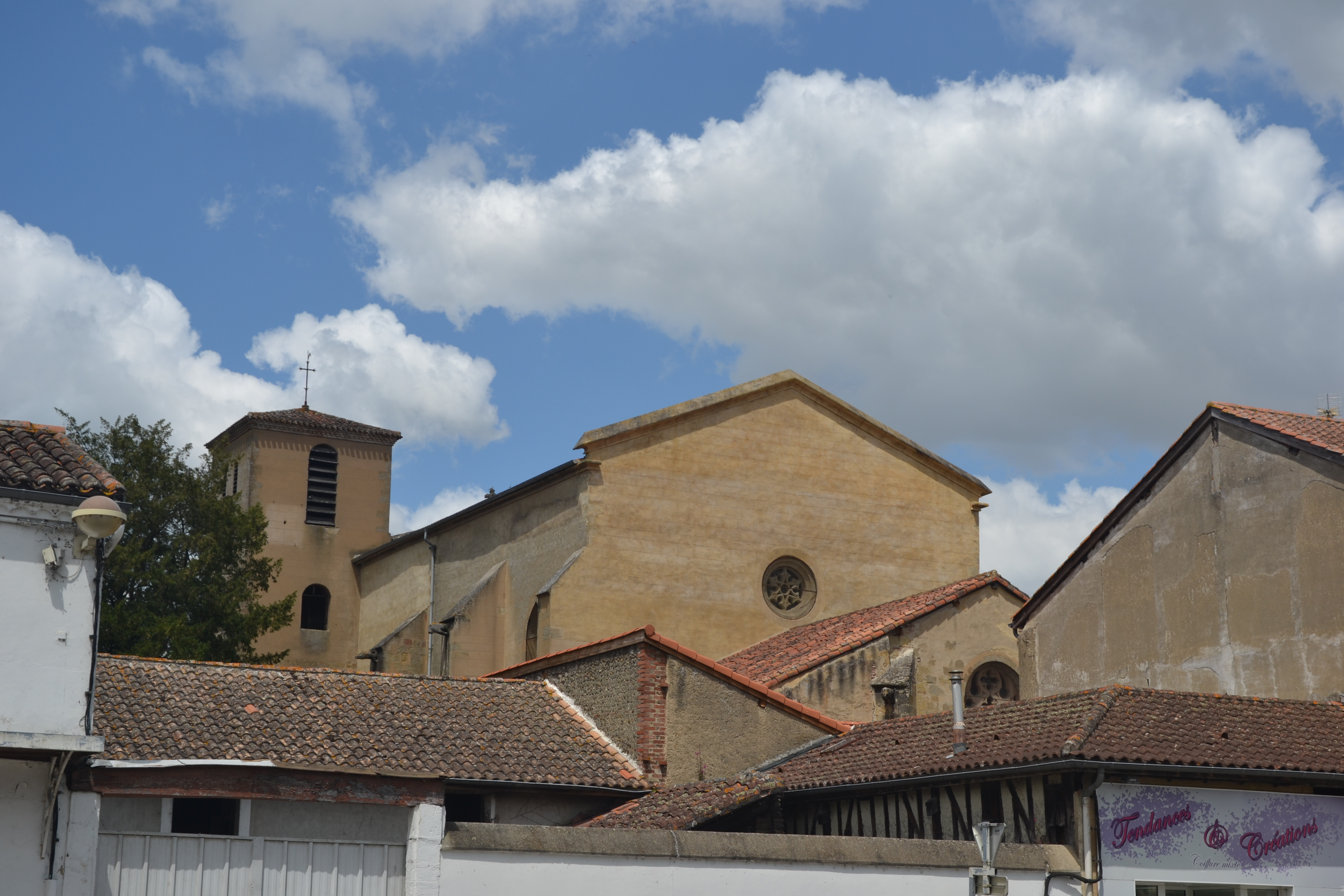
Kirche Notre-Dame-du-Mont-Carmel

- In der Arena von Barcelonne-du-Gers finden jedes Jahr an Palmsonntag und im Juli traditionelle Stierläufe statt, bei denen im Gegensatz zur spanischen Tradition die Stiere nicht getötet werden.
- Kirche Notre-Dame-du-Mont-Carmel

## Wirtschaft
Der landwirtschaftlich geprägte Ort vertreibt seine Weine unter dem Namen Côtes de Saint-Mont (VDQS). In Barcelonne-du-Gers findet jährlich am zweiten Februar-Wochenende die größte Landmaschinenmesse Frankreichs statt. Im Gemeindegebiet liegt ein Flugplatz, der Aérodrome Aire-sur-l’Adour.